# Yongeichthys criniger
Yongeichthys criniger és una espècie de peix de la família dels gòbids i de l'ordre dels perciformes.

## Morfologia
- Els mascles poden assolir 15 cm de longitud total.[6][7]

## Hàbitat
És un peix de clima tropical i demersal.

## Distribució geogràfica
Es troba a l'Índia, Indonèsia, el Japó, Kuwait, les Filipines, Taiwan, Tailàndia i Tonga.

## Observacions
No es pot menjar, ja que és verinós (la pell, sobretot) per als humans.